# 23-as busz (Ózd)
Az ózdi 23-as jelzésű autóbuszvonal Center, Bánszállás, Sajóvárkony, a Petőfi tér, Bolyok és a Bolyki Tamás utcai általános iskola között húzódik, amelyet a MÁV Személyszállítási Zrt. üzemeltet.

## Története
A 23-as helyijárat a III. számú Volán létrejöttekor alakult, mely az Ózdi Ruhagyár és Bánszállás között húzódott, keresztül a Március 15. utcán és Sajóvárkonyon. Miután a '80-as években megépült a Bolyki főút, így a munkahelyekre ingázó járatok a továbbiakban azon közlekedtek, de a Ruhagyár 2001-es bezárásával a vonal jelentősége is megszűnt.
A 23-as jelzés 2022-ben éledt újjá, mely a Centerről irányuló járatokat jelentette Bolyokra. Ennek egyik járata a Ruhagyárig, másik csak a Bolyki Tamás utcai általános iskoláig közlekedett: míg előbbi a buszállomásra is kitérést tett, addig a másik nem, de mindkettejük elközlekedett a Petőfi térig. Alakulásakor még mindkét irányban ingázott, jelenleg csak Center felől és csak a Bolyki Tamás utcáig.

## Útvonala
| Center – Bolyki Tamás utcai általános iskola | Ellentétes irányban nem közlekedik. |
| --- | ----------------------------------- |
| Center, autóbusz-forduló ➝ Center út ➝ Bánszállási út ➝ Kovács-Hagyó Gyula út ➝ Dobó István utca ➝ Mekcsey István út ➝ Akácos út ➝ Gyár utca ➝ Munkás út ➝ Ív út ➝ 48-as út ➝ József Attila utca ➝ Szabó Lőrinc utca ➝ Ív út ➝ Munkás utca ➝ Vasvár út ➝ Malom út ➝ Zrínyi Miklós út ➝ Árpád vezér út ➝ Bolyki főút ➝ Lehel vezér út ➝ Bolyki Tamás utca ➝ Bolyki Tamás utcai általános iskola | Ellentétes irányban nem közlekedik. |

## Közlekedése
Az autóbuszjárat csak munkanapokon közlekedik reggel.
A 2022-ben bevezetett számozási rendszer értelmében a 23-as jelzés a Center és Ózd közötti 3-as és az Ózd és Bolyok közötti 2-es buszokat jelöli, a 23-as üzemidején kívül ezen járatok vehetőek igénybe.
| Viszonylat                                               | Indításszám | Közlekedési rend |
| -------------------------------------------------------- | ----------- | ---------------- |
| Center, aut. ford. ➝ Bolyki Tamás utcai általános iskola | 1 oda       | munkanapokon     |

### Járművek
Az autóbuszvonal nagy területet foglal le csúcsidőszakban, így legtöbbször csuklós, Volvo 7700A (FLX-357/KNL-244) autóbusz teljesíti a járatot.

## Megállóhelyei
| 0  | Center, autóbusz-forduló végállomás            | 0.0 km  | 0  | 3                                                                                                   |
| 1  | Centeri út 65.                                 | 0.4 km  | 1  | 3, 63                                                                                               |
| 2  | Bánszállás, bejárati út                        | 1.7 km  | 4  | 3, 63                                                                                               |
| 3  | ÓAM Kft.                                       | 3.1 km  | 7  | 3, 63                                                                                               |
| 4  | Vízművek                                       | 3.6 km  | 8  | 3, 63                                                                                               |
| 5  | Kovács-Hagyó Gyula út 70.                      | 4.1 km  | 9  | 3, 63                                                                                               |
| 6  | Bánszállási elágazás                           | 4.8 km  | 11 | 3, 63 4147, 4148, 4150, 4151, 4155                                                                  |
| 7  | Sajóvárkony, AMK                               | 5.4 km  | 12 | 3, 63 4147, 4148, 4150, 4151, 4155                                                                  |
| 8  | Sajóvárkony, posta                             | 5.8 km  | 13 | 3, 63 4147, 4148, 4150, 4151, 4155                                                                  |
| 9  | Mekcsey István út 59.                          | 6.3 km  | 14 | 3, 63                                                                                               |
| 10 | Sajóvárkonyi elágazás                          | 6.9 km  | 15 | 3, 63 4147, 4148, 4150, 4151, 4155                                                                  |
| 11 | 48-as út 8.                                    | 8.4 km  | 19 | 1, 2, 4, 8, 12, 20, 21 4101, 4102, 4158                                                             |
| 12 | Petőfi tér                                     | 8.9 km  | 21 | 1, 2, 4, 8, 12, 20, 21 3410, 3412, 4101, 4102, 4153, 4154, 4157, 4158, 4160, 4161                   |
| 13 | Hotel Ózd                                      | 9.4 km  | 22 | 1, 2, 4, 8, 12, 20, 21 4101, 4102, 4153, 4158, 4160, 4161                                           |
| 14 | Gyujtó tér                                     | 9.9 km  | 23 | 2, 2A, 4, 6, 7, 8, 12, 20, 20A, 21, 26, 47, 63, 68, 74, 76, 78 4102                                 |
| 15 | Városháztér                                    | 10.5 km | 25 | 2, 2A, 6, 12, 20, 20A, 21, 26, 63, 68, 76 1369, 1384 3770, 4102, 4180, 4185, 4186                   |
| 16 | Bolyki elágazás                                | 11.1 km | 26 | 2, 2A, 6, 12, 20, 20A, 21, 26, 63, 68, 76 1031, 1034, 1051, 1369, 1384 3770, 4102, 4180, 4185, 4186 |
| 17 | Zrínyi Miklós út 5.                            | 11.5 km | 27 | 2, 2A, 12, 20, 20A, 21, 26 1369 3770, 4102, 4186                                                    |
| 18 | Árpád Vezér Általános Iskola                   | 11.9 km | 28 | 2, 2A, 12, 20, 20A, 21, 26 1369 3770, 4102                                                          |
| 19 | Civil Ház                                      | 12.2 km | 29 | 2, 2A, 12, 20, 20A, 21, 26 1369 3770, 4102                                                          |
| 20 | Strandfürdő                                    | 12.5 km | 30 | 2, 2A, 12, 20, 20A, 21, 26 1369 3770, 4102, 4186                                                    |
| 21 | Bolyki Tamás utcai általános iskola végállomás | 13.1 km | 32 | 12, 21, 26                                                                                          |